# فروپاشی حکومت
فروپاشی حکومت، فروپاشی دولت، اضمحلال، انقراض یا سقوط، اصطلاح‌هایی هستند که برای اشاره به شکست کامل نوعی از حکومت در یک کشور مستقل به کار می‌روند. گاهی فروپاشی به یک دولت درمانده مانند آنچه در سومالی و دههٔ آخر حکومت یوگسلاوی پیش آمد منتهی می‌گردد. غالباً به محض فروپاشی، فرایند انتقال به دولت یا حکومت جدید به سرعت شکل می‌گیرد و خدمات اولیه نظیر جمع‌آوری مالیات، امور دفاعی، پلیس، خدمات مدنی و دادگستری همچنان به کار خود ادامه خواهند داد مانند آنچه پس از شکست آپارتاید در آفریقای جنوبی رخ داد.
ممکن است فروپاشی دولت منجر به فروپاشی اقتصادی هم بشود. فروپاشی حکومت الزاماً همراه با (یا هم‌معنی) فروپاشی اجتماعی نیست، چون غالباً فروپاشی اجتماعی مانند آنچه در هنگام سقوط امپراتوری روم غربی پیش آمد، فرایند طولانی‌تری دارد.
همهٔ تلاش‌هایی که برای تغییر رژیم صورت می‌گیرند، سبب فروپاشی دولت نمی‌شوند. توطئهٔ بابینگتون برای ترور ملکه الیزابت یکم انگلستان، قیام دکابریست‌های روسیه و عملیات خلیج خوک‌ها در کوبا همگی شکست خوردند.

## تاریخچهٔ این مفهوم

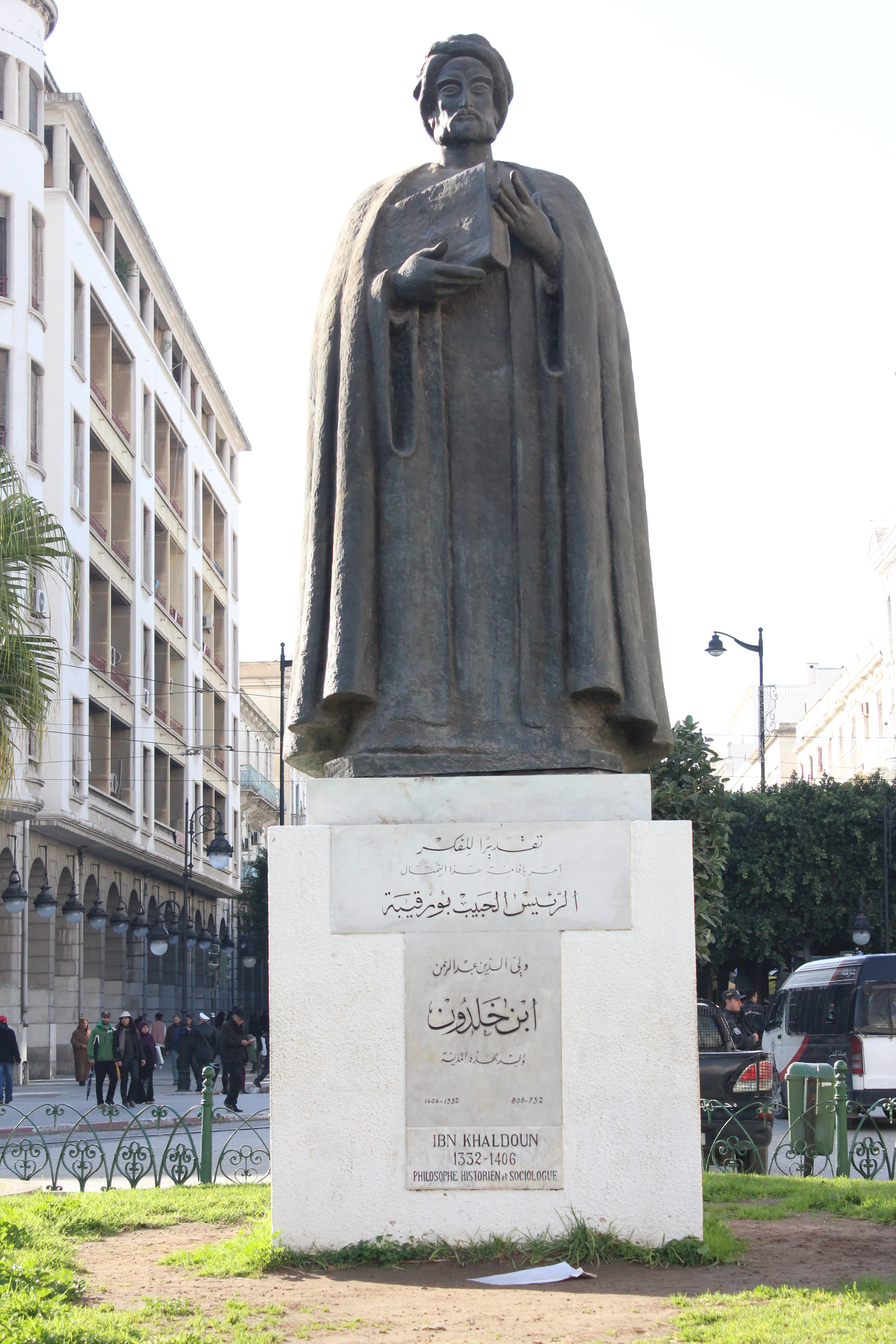
عبدالرحمان ابن خلدون، مورخ تونسی در سده ۸ هجری

نخستین خطر ذاتی دموکراسی از نقطه نظر ارسطو (۳۸۴–۳۲۲ پیش از میلاد) این است که تنازع میان آریستوکرات‌ها و فقرا در آن غیرقابل اجتناب است و دیگری این که دریچه‌ای به «شرارت و فساد» می‌گشاید. هر دو فرایند منتهی به فروپاشی می‌شوند مگر آنکه کنترل‌کننده‌های مستقل و تفکیک قوا به‌طور واقعی اعمال گردد. پولیبیوس فیلسوف یونان باستان (۲۰۰–۱۱۸ پیش از میلاد) بر این باور بود که همهٔ ملل چرخه‌ای از انواع وضعیت‌های حکومتی به‌ترتیب شامل دموکراسی، الیگارشی، دیکتاتوری، استبداد و فروپاشی را تجربه می‌کنند.
ابن خلدون (۷۳۲–۸۰۸ قمری/۱۳۳۲–۱۴۰۶ میلادی) نیز نظریه‌ای در خصوص فروپاشی حکومت‌ها دارد. او که خود یک «عقل‌گرای دین‌مدار» بود مطالعهٔ تاریخ را به «علمی جدید» بدل کرد. از نظر او دودمان‌ها مکرراً چرخه‌ای از «پیدایش، سالخوردگی، خودکامگی، تجمل‌گرایی، بندگی شهوت و تمایل به گسست» را تجربه می‌کنند. با سالخوردگی حکومت، حس گروه‌گرایی (عصبیت) ناپدید می‌شود. از این منظر می‌توان ابن خلدون را تقدیرگرا (سرنوشت‌باور) دانست: «سالخوردگی یک بیماری کشنده است که نمی‌توان آن را درمان کرد چون چیزی طبیعی است.». او مشاهده می‌کرد که دودمان‌ها سه نسل را تجربه می‌کنند و سپس توسط یک گروه مهاجم با خصیصه‌هایی چون «ناآرامی، هوشیاری و شجاعت» مورد حمله قرار می‌گیرند و همین باعث می‌شود که دودمان کهنه فرو بپاشد. این مفهوم به نوع دیگری در کتاب مقدس، سِفر خروج، باب ۲۰، آیه پنجم از قول خداوند آمده: «انتقام گناه پدران را از پسران تا پشت سوم و چهارم از آنانی که مرا دشمن دارند می‌گیرم». پروفسور جف مولگان جزئیات اندیشهٔ ابن خلدون را بررسی کرده و چرخهٔ او را قبول می‌کند: «شباهت واضحی میان طول عمر انسان‌ها و طول عمر گروه‌های حاکمه وجود دارد.»
جان جوزف ساندرز (۱۹۱۰–۱۹۷۲) تاریخ‌نگار انگلیسی، در سال ۱۹۶۶ مدعی شد «عصر ما مانند عصر او (ابن خلدون) دوران بدبختی است» و سپس تأسف می‌خورد که چرا ابن خلدون «هیچ سلف و خلفی نداشت… و تا چهار سده پس از مرگش کسی از او یاد نکرد.» در سال ۱۸۶۸ یک فرانسوی عربی‌دان کتاب مقدمه ابن خلدون را ترجمه کرد. «دنیا شگفت‌زده شده بود، اما او پیشگامی بود که هیچ دنباله‌رویی نداشت… هنوز دنیا باید تلاش می‌کرد تا ثابت کند که تاریخ مستقل از ذهنیت دینی که به آن معنا می‌داد، وجود دارد.»
هاجیمه تانابه (۱۸۸۵–۱۹۶۲) فیلسوف ژاپنی به نقش شبه‌دینی حکومت در میانجیگری میان موجودات زنده و دنیای ابدی اشاره می‌کند. از این روست که حکومت‌ها منظماً ساقط می‌شوند و همچون شخصیت‌های دینی باید فرایند مرگ و رستاخیز را تجربه کنند. به نظر او شاید همین مسئله دلیلی بر وجود طرفداری همیشگی از حکومت‌ها باشد چون آنها به‌طور منظم توان خود در غلبه بر مرگ را نشان می‌دهند.
از نظر اریک فروم (۱۹۰۰–۱۹۸۰) ممکن است همهٔ اعضای یک ملت در صورتی که خطاها و اشتباهات مشترکی داشته باشند، دیوانه شوند «folie a millions». رفتار غیرانسانی حاکمان با مردم منتج به فروپاشی می‌شود:
«ممکن است حاکمان مستبد و گروه‌های حاکمه بتوانند بر نوع بشر تسلط یابند یا از او سوءاستفاده کنند… اما مردم (به روش‌های مختلف) واکنش نشان خواهند داد… بی‌تفاوتی، اختلال در نبوغ، ابداع و مهارت… یا انباشتگی نفرت و حس ویرانگری تا حدی که بر زندگی خود و حاکمان و نظام حکومتی پایان دهند. … اگر انسان تحت شرایطی مغایر با طبیعت و مغایر با رشد و عقلانیت انسانی زندگی کند، حتماً واکنش نشان می‌دهد.»
مارک بلیث دانشمند علوم سیاسی مدعی است که اگر در دموکراسی‌ها «رأی‌دهندگان آنچه را که می‌خواهند به دست نیاورند و به اوضاع جاری رضایت دهند» امکان فروپاشی وجود دارد. در این وضعیت رأی‌دهندگانی که از انتخاب افراد مورد نظرشان محروم شده‌اند، ممکن است به سراغ غیردموکراتیک‌ترین گزینهٔ ممکن بروند.
مارینا اوتاوِی در خصوص فروپاشی امپراتوری اتریش-مجارستان و امپراتوری عثمانی در سال ۱۹۱۸، حکومت انگلستان بر هند در ۱۹۴۷، فروپاشی اتحاد جماهیر شوروی در ۱۹۹۱، فروپاشی حکومت برتری نژادی سفیدپوستان در آفریقای جنوبی در ۱۹۹۳، دولت چکسلواکی در ۱۹۹۴ و یوگسلاوی بحث می‌کند. هارولد پرکین (۱۹۲۶–۲۰۰۴) مورخ اجتماعی انگلیسی، بر این عقیده بود که در سده بیستم شاهد رشد فروپاشی‌ها بوده‌ایم به شکلی که هفت امپراتوری در این سده ساقط شدند: «امپراتوری چین، آلمان، اتریش-مجارستان، عثمانی، ژاپن، بریتانیا، روسیه (دوبار).» همچنین در سده ۲۰ میلادی دو امپراتوری فرانسه و پرتغال نیز ساقط شدند.
جان کنت گالبرایت (۱۹۰۸–۲۰۰۶) از این بابت تأسف می‌خورد که چرا حجم پژوهش‌های انجام‌شده حول این مسائلِ قدرت سیاسی کم است. او معتقد بود قدرت منظماً به کسانی می‌رسد که «با حرارت زیاد بر ناشناخته‌ها اصرار می‌ورزند… و این مسئله الزاماً ربطی به هوش ندارد.» چیزی که آن را «قدرت» می‌خوانیم «در عمل توهم قدرت» است. گالبرایت با بحث پیرامون این مسئله که مهاتما گاندی «بی‌قدرت» چگونه توانست باعث فروپاشی حکومت هند بریتانیای «قدرتمند» شود، نتیجه می‌گیرد بهتر است قدرت که بسیاری آن را مایملک کشورها و رهبران آنها می‌بینند، به‌مثابهٔ یک جریان تلقی شود که حول «ابزارهایی که آن را اِعمال می‌کنند» جمع و دور می‌شود.
فقط چند دانشمند سیاسی اندک توانسته بودند فروپاشی اتحاد شوروی را با دلایل صحیح پیش‌بینی کنند. هیچ‌کس بهار عربی را پیش‌بینی نکرده بود. هر چند مطالعات بسیاری بر نمونه‌های مختلف فروپاشی به‌طور جداگانه انجام شده‌است اما به نظر می‌رسد هیچ اثری در عصر کنونی به مقایسهٔ مبانی جهانی تاریخی فروپاشی نپرداخته و شاخصه‌های مشترک آنها استخراج نشده‌است.
مارتین وایت (۱۹۱۳–۱۹۷۲) همچون ساندرز از «تمرکز شیطانی قدرت» در دستان دو قدرت شکست‌خوردهٔ هر دو جنگ جهانی نفرت داشت. او که یک مسیحی مؤمن بود، «خودتخریبی پیروزمندانه» آنها را بسان «هنگامهٔ دجال» می‌دید. او از گرایش‌های مدرن سکولار که سیاست را توالی مسائل (مثل مسئلهٔ شرق، چاره دوکشوری) با «راه حل‌ها» یی که خالی از اخلاقیات بودند نفرت داشت، چون
اعضای جامعهٔ جهانی در مجموع نامیرا هستند. گهگاه حکومت‌ها می‌میرند یا ناپدید می‌شوند اما بیشتر آن‌ها بیش از عمر انسان‌ها می‌زیند. حکومت‌ها نتیجهٔ مشارکت زندگان و آیندگان هستند… جامعهٔ نامیرایان، بی‌قیدتر از جامعهٔ فناشوندگان است… متهم کردن تمام اعضای یک ملت اشکالات اخلاقی دارد چون این کار باعث می‌شود اکثریت منفعل به خاطر جنایت‌های اقلیت مجرم دچار درد و رنج شوند و نسل‌های آینده به خاطر جرم پدرانشان عذاب بکشند.
تشبیه حکومت به انسان نامیرا را می‌توان با ملت روسیه مثال زد که توانستند از فروپاشی دو نظام حکومتی جان سالم به در ببرند: امپراتوری روسیه که یک نظام سلطنتی موروثی بود در سال ۱۹۱۷ نابود شد و اتحاد جماهیر شوروی سوسیالیستی که یک نظام اقتدارگرای کمونیستی بود در ۱۹۹۱ فروپاشید. همچنین با اینکه آلمان تحت حکومت حزب ناسیونال‌سوسیالیست کارگران آلمان اداره می‌شد در سال ۱۹۴۵ شکست خورد و ملت آلمان دوپاره گردید اما در ۱۹۹۰ دوباره متحد شد.
کریستوفر بوکر (۱۹۳۷–۲۰۱۹) از وجود نوعی پندار آرزومندانه در علم سیاست خبر می‌داد به نوعی که «مرحلهٔ رؤیا» با خوشبینی و گسترش همراه است و پس از آن مراحل «درماندگی» و «کابوس» می‌آیند و در نهایت مرحلهٔ نهایی «پرتاب درون واقعیت» فرا می‌رسد.

## نمونه‌ها
چند نمونه از فروپاشی‌هایی که در پی جنگ داخلی حادث شدند: جنگ رزها در انگلستان سده ۱۵ میلادی؛ جنگ سی‌ساله (۱۶۱۸–۱۶۴۸)؛ جنگ داخلی ایرلند (۱۹۱۶–۱۹۲۲)؛ انقلاب کمونیستی چین (۱۹۴۹)؛ انقلاب کوبا (۱۹۵۸). چند نمونه از فروپاشی‌های که بواسطهٔ انقلاب و بدون جنگ داخلی روی دادند: انقلاب شین‌های در چین (۱۹۱۱)، انقلاب روسیه (۱۹۱۷)، انقلاب ایران (۱۹۷۹). نمونه‌هایی از فروپاشی که در نتیجهٔ کودتا به وقوع پیوستند: مصر (۱۹۵۲)؛ عراق (۱۹۵۸)، لیبی (۱۹۶۹). دو نمونه از تسلیم قدرت پس از مذاکره هم شامل مشترک‌المنافع انگلستان (۱۶۶۰)؛ و فروپاشی اتحاد جماهیر شوروی (۱۹۹۱) هستند که در مثال دوم، فروپاشی منجر به تقسیم کشور به پانزده حکومت مستقل شد.
فروپاشی حکومت سلطنتی شیلا مقدس در سال ۹۳۵.
انگلستان در قرون وسطی صحنهٔ بروز چندین فروپاشیِ خشونت‌آمیز بود: سقوط پادشاهی ساکسون غربی هنگامی که ویلیام فاتح در ۱۰۶۶ میلادی هارولد گادوینسن را شکست داد؛ جنگ داخلی از ۱۱۳۹ تا ۱۱۵۳ که با عنوان «آنارشی» شناخته می‌شود بین استیون و امپراتریس ماتیلدا، باعث نابودی شاهنشاهی نورمن‌ها شد در هنگامی که «مسیح و حواریونش خواب بودند»؛ دوران آخرین پادشاه آنژوین به نام جان که به دلیل بی‌کفایتی نظامی و از دست دادن آنژو، وی را ملقب به «لکلند» (بی‌زمین) کردند؛ جباریت ریچارد دوم، آخرین شاه دودمان پلانتاژنه که توسط هنری دوک لنکستر شکست خورد؛ نابودی دودمان لنکستر هنگام جنگ رزها به‌ویژه نبرد تیوکسبری در سال ۱۴۷۱؛ و نبرد بازورث فیلد که پایان دوران ریچارد سوم و دودمان یورک را رقم زد.
شورش تایپینگ در چین (۱۸۵۰–۱۸۶۴) در واقع جنگی داخلی بود میان دودمان چینگ که توسط منچو هدایت می‌شد و جنبش هزاره‌گرایان مسیحی وابسته به حکومت پادشاهی آسمانی تایپینگ. این درگیری دومین مناقشهٔ بزرگ تاریخ است که پانزده سال طول کشید و بین ۲۰ تا ۳۰ میلیون نفر کشته داد. با هجوم فرانسه و بریتانیا به چین در ۱۸۵۸–۶۰، دودمان چینگ عملاً فروپاشید و معاهده‌ای نابرابر به این کشور تحمیل شد. در سال ۱۸۶۴ رژیم تایپینگ هم فروپاشید و دودمان مذکور با آغاز دوران بازگشت تونگژی تغییر شکل یافت.
چندپارگی هند در ۱۹۴۷ منجر به ایجاد دو کشور مستقل به نام‌های هند و پاکستان شد. در پی این استقلال، ۱۰ تا ۱۲ میلیون سیک، هندو و مسلمان آواره شدند و بحران‌های عظیم پناهجویان شکل گرفت. خشونت‌هایی که در ادامه اعمال گشت، جان‌های بسیاری را گرفت. برخی آن را بین چند صد هزار تا دو میلیون نفر تخمین می‌زنند.
در جماهیر متحد شوروی، شکست اقدامات اصلاحی، اقتصاد ایستا و ناکامی در جنگ افغانستان موجب گسترش نارضایتی به‌ویژه در میان جمهوری‌های بالتیک و اروپای شرقی شد. آزادی‌های سیاسی و اجتماعی تحت عنوان گلاسنوست و پرسترویکا توسط میخائیل گورباچف، آخرین رهبر شوروی به مردم داده شد و در نتیجه انتقادات علیه حکومت کمونیست‌ها افزایش یافت. کاهش شدید بهای نفت در سال‌های ۱۹۸۵ و ۱۹۸۶ عمیقاً بر اقدامات رهبران شوروی تأثیر داشت. رونالد ریگان رئیس‌جمهور آمریکا، در دههٔ ۱۹۸۰ میلادی موشک‌های پرشنیگ ۲ را در اروپای غربی مستقر کرد تا جنگ سرد را عمیق‌تر کرده و اقتصاد شوروی را تحت فشار بیشتر قرار دهد و سقوط آن را جلوتر بیندازد. وی معتقد بود: «آنها نمی‌توانند مثل ما هزینه‌های نظامی را تأمین کنند.» اتحاد جماهیر شوروی در نهایت در سال ۱۹۹۱ پس از به قدرت رسیدن بوریس یلتسین فروپاشید. یلتسین در پی کودتای شکست‌خورده‌ای که هدفش ساقط کردن گورباچف بود به قدرت رسید.
جمهوری فدرال سوسیالیستی یوگسلاوی در دههٔ ۱۹۹۰ پس از جدایی شش جمهوری سوسیالیستی که می‌خواستند مستقل شوند، فروپاشید. اسلوونی با آرامش جدا شد اما در کرواسی، بوسنی و هرزگوین، کوزوو و کمی بعد در بخشی از صربستان جنگ داخلی درگرفت. در طول این جنگ‌ها پاکسازی قومی و نسل‌کشی انجام شد که کشتار سربرنیتسا و نسل‌کشی بوسنی نمونه‌هایی از آن هستند.
نظام آپارتاید آفریقای جنوبی از طریق مذاکره میان حزب ملی که در قدرت بود با کنگره ملی آفریقا و چند سازمان سیاسی دیگر پایان یافت. پس از آن نخستین انتخابات غیرنژادی در آفریقای جنوبی برگزار شد و کنگره ملی توانست پیروز شود. در پی این تغییرات نگرانی‌هایی در خصوص جنگ‌افزارهای هسته‌ای این کشور ایجاد شد که پس از نابودی آنها برطرف گردید.

## پتانسیل بی‌ثباتی
افراد در یک نظام تمامیت‌خواه یا ایدئوکرات (مبتنی بر ایدئولوژی) بیشتر از سایر نظام‌ها دچار ذهنیت‌های بسته می‌شوند و شخصیت‌های اقتدارطلبی پیدا می‌کنند. در این صورت مقابله با تهدیدهای حکومت مستقر از سوی ایشان محتمل‌تر خواهد بود. روانشناسان از عقده‌ای به نام ماسادا صحبت می‌کنند که می‌تواند متعصبان را به سمت اقدامات انتحاری و خشونت‌آمیز ببرد. مارگارت تاچر نخست‌وزیر اسبق بریتانیا گفته بود: «تاریخ [به ما] می‌آموزد که خطر هیچ‌گاه بزرگتر از زمانی نیست که امپراتوری‌ها رو به زوال می‌روند.»
رژیم جدید قدرت را از طریق حقیقتی که در اصول و وعده‌هایش نهفته به دست نمی‌آورد بلکه آن را با تکیه بر توانایی‌اش در جذب و سازماندهی توده‌های بستوه‌آمده کسب می‌کند. پاپ فرانسیس در سال ۲۰۱۷ هشدار داد که «در هنگامهٔ بحران، [قدرت] قضاوت را از دست می‌دهیم.» ترس رژیم کهنه با جسارت آنها که شورش کرده‌اند تقابل پیدا می‌کند. «هر جا که قدرت در آینده به ایمان گره نخورد، از آن برای دفع افراد و پدیده‌های نو و حفظ وضع موجود استفاده خواهد شد. از سوی دیگر، امید بزرگ و عجیب، حتی اگر به قدرت واقعی متکی نباشد می‌تواند منجر به بروز شهامت بی‌پروا گردد. «بستوه‌آمدگان در دوران زوال کلی میل به اخوت با همگان دارند. هنگامهٔ آشوب همچون گورستان، بهشت برابری‌خواهان است.»
دانشمندان علوم سیاسی بر این باورند که ایدئوکراسی‌ها به یک رهبر کاریزماتیک بی‌رحم نیاز دارند: «رهبر، همان جنبش است.» و همهٔ افراد باید در برابر او تسلیم شوند و او را بپرستند. «پیروانی که زندگی‌های بی‌حاصل، متزلزل و مأیوسانه دارند از او اطاعت می‌کنند، نه به این خاطر که وی به ایشان سرزمین موعود را می‌نمایاند بلکه از این رو که وی ایشان را از شخصیت واقعی‌شان دور می‌کند.» هنگامی که فروپاشی نزدیک‌تر می‌شود او بر «جنگ تا آخر» اصرار می‌ورزد.
والتر لانگر بر این باور بود که هیتلر «عقدهٔ مسیح» یا عقدهٔ منجی داشت و خود را «منجی آلمان» می‌دید و با استفاده از اقتصاد دست به «معجزه» می‌زد. او به حدی شیفتهٔ مادرش بود که آلمان به یک «نماد مادر» تبدیل شد. اشتیاق او به نابودی (یهودیان، کمونیسم و اروپا) تلاشی ناخودآگاه برای حل عقدهٔ ادیپ و بی‌عدالتی‌هایی دوران کودکی‌اش بود.» او «حکومت آلمان را ساقط کرد… و آن را به یک ماشین جنگی مبدل ساخت.» جزر و مد وقایع او را از صحنه روزگار محور کرد.
دنیس مک‌اسمیت بر این باور بود که بنیتو موسولینی «بازیگری بود که نقش مورد علاقهٔ ایتالیایی‌ها را بازی می‌کرد.» او کینه‌جو، سادیستی، دمدمی، مغرور، بی‌رحم، پر از «تفکرات شیطانی» بود و درست را از غلط تشخیص نمی‌داد. وقتی در سال ۱۹۴۴ دولتی دست‌نشانده را در شمال ایتالیا رهبری کرد «ایتالیا را به دو بخش تقسیم و جنگی داخلی به مدت ۱۸ ماه به آن تحمیل نمود.» کن لیوینگستون، اسلوبودان میلوشویچ را به دلیل نژادپرستی و تمایل به جهان‌گشایی با هیتلر مقایسه کرده‌است. صدام حسین نیز به عقدهٔ منجی دچار بود. «هیتلر منحصر به فرد نبود. تا زمانی که میلیون‌ها نفر مشتاقانه در انتظار بازگشت او باشند، بالاخره به آرزویشان خواهند رسید.»
از دیدگاه جان سوینی ژورنالیست بریتانیایی، نیکلای چائوشسکو در سالهای منتهی به ۱۹۷۱ «دیوانه شده بود» چون در حالی که «نسبت به موعودگرایی‌اش خودآگاهی نداشت»، می‌کوشید تا در رومانی نوعی تمامیت‌خواهی مبتنی بر الگوی کره شمالی خلق کند. او نقش «شاه» و «منجی» را بازی می‌کرد. در قیاس با او باید گفت که نیکلای دوم روسیه تفاوتهایی با چائوشسکو داشت. وی در ۲۶ سالگی به قدرت رسید و هیچ تجربه‌ای در حکومتداری نداشت. سیریل پسر دوک بزرگ رقیب او محسوب می‌شد. لیبرال‌ها و انقلابیون یکه‌سالاری او را به چالش می‌کشیدند. او در ۱۹۱۶ نسبت به همه چیز بی‌تفاوت شده بود و تحت تأثیر همسرش و راسپوتین قرار داشت، همچون «مسیحی در قالب یک سلطان مطرود و آزاردهنده».
در مورد شوروی، موج انقلابی مارکسیستی ایجاد شده بود به‌طوری که همزمان با سقوط قدرت مرکزی، رژیم‌های وابسته به آن در اروپای شرقی و آفریقا فرو پاشیدند. میخائیل گورباچف شوروی را «در مسیر جنگ داخلی» می‌دید و از این رو می‌کوشید میان اصلاح‌طلبان و تندروها آشتی ایجاد کند. او به همراه اف. دبلیو. کلرک در آفریقای جنوبی به جای آنکه «قهرمانانه» بکوشند تا روند انحطاط حکومت را انکار کنند، بر روی شناخت و مدیریت آن تمرکز کردند. آنها نسبت به دیگر رهبران سرزمینشان از شهرت بهتری برخوردارند اما در چین گورباچف را به عنوان یک شکست‌خورده ننگین می‌شناسند که در مقابل غرب به زانو درآمد.

## روند فروپاشی

### آغاز فرایند
فروپاشی حکومت غالباً شامل تغییرات تدریجی، نامحسوس و بین نسلی است. در این وضع فقط شجاع‌ها توانایی بیان حقیقت را دارند و اکثریت «همرنگ جماعت» می‌شوند. نمونهٔ این وضع، انفعال یهودی‌ها در مقابل فساد خزندهٔ آلمان نازی است.
در بُعد خارجی پیش از فروپاشی غالباً جنگ رخ می‌دهد و در داخل ازدیاد جمعیت و سرکوب اتفاق می‌افتد. پل کندی مورخ بریتانیایی بر این باور است که «کشورهایی که در شرف اضمحلال هستند هزینهٔ بیشتری برای امنیت می‌کنند و در نتیجه وضع خود را بغرنج‌تر می‌سازند.» «در مورد انقلاب‌ها، وضعیت بحرانی زمانی رخ می‌دهد که رژیم قبلی توانایی بسیج نیروهایش را از دست بدهد.»

### بازآفرینی
ممکن است رژیم حاکم یا یک گروه تندروی مرتجع که از کارکرد آن رژیم ناراضی است بکوشند با بازآفرینی حمایت عمومی، از فروپاشی جلوگیری کرده یا آن را به تعویق بیندازند. «دودمان‌ها در ایام زوالشان غالباً به نوعی قدرت‌نمایی دست می‌زنند تا نشان دهند که دوران خمودگی به سر آمده. با این حال این نوع نمایش‌ها به محض بروز، پایان می‌یابند، درست مثل شعلهٔ شمعی که پیش از خاموشی، ناگهان افروخته‌تر شده و سپس می‌میرد».
بدین منظور آنها باید اقدامات «قهرمانانه‌ای» انجام دهند. «در طول تاریخ همیشه هنگام شکست دو راه برای اقدام وجود داشته؛ یکی از آنها تلاش برای حفظ امکانات و دارایی‌ها تا حد ممکن و دیگری تلاش برای اسطوره شدن بوده‌است.» بنابر آنچه پیکالکیویکس و پن در کتاب سیاست ایدئوکراسی نوشته‌اند، ممکن است این حکومت‌ها دربارهٔ ایدئولوژی خود بازاندیشی کرده یا آن را با شرایط وفق دهند یا اینکه کلاً آن را با مجموعه‌ای کاملاً جدید از ایده‌ها و نظرات عوض کنند. برای مثال حکومت ایدئوکراتیک کمونیست لهستان در سال ۱۹۸۰ شکست خورد؛ به رسمیت شناختن اتحادیهٔ تجاری همبستگی لخ والسا منجر به کودتای نظامی و آغاز حکومت نظامی اقتدارطلب گردید.
سابرینا رامت معتقد است چیرگی احساسات ملی‌گرایانه در دههٔ ۱۹۸۰ برای تشکیل صربستان بزرگ که منجر به تغییر ایدئولوژی کمونیسم شد نیز نمونه‌ای از این بازآفرینی است. انقلاب ضدساختاری در حمایت از اسلوبودان میلوشویچ، کودتای ترکان جوان در ۱۹۰۸، کودتای اوت شوروی در ۱۹۹۱، و اصلاحات مالی/صنعتی سرگی ویته در روسیه تزاری، همگی تلاش‌هایی برای بازآفرینی حکومت‌ها در آستانهٔ فروپاشی بوده‌اند.

### نقطهٔ بحرانی
هنگامی که فروپاشی غیرقابل اجتناب و ضروری گردد، خواه این وضع به واسطهٔ جنگ داخلی یا خواه به خاطر کودتا یا شکست نظامی روی داده باشد، اجرای نظم و قانون به تزلزل در می‌آید. ممکن است در این وضعیت پاک‌سازی قومی یا نسل‌کشی روی دهد. دستور هیتلر مبنی بر کشتار معلولان، کولی‌ها، روس‌ها و یهودی‌ها تحت عنوان راه حل نهایی نمونه‌ای از این وضع است. برآوردها نشان می‌دهد امپراتوری عثمانی هم در نسل‌کشی ارامنه، ۳۰۰٬۰۰۰ تا ۱٫۵ میلیون ارمنی را کشت.
اشغال ژاپن در جنگ جهانی دوم با نابودی اتمی هیروشیما و ناگاساکی سرعت گرفت و منجر به فروپاشی امپراتوری ژاپن گردید.
هنگامی که امپراتوری عثمانی در انتهای جنگ جهانی اول فروپاشید، سرزمین‌های زیادی را از دست داد از جمله آنچه امروز به نام سوریه، اسرائیل، عراق و فلسطین می‌شناسیم. فروپاشی امپراتوری اتریش-مجار منجر به ایجاد چکسلواکی، مجارستان و جمهوری اتریش شد و اسلوونی و کرواسی بخشی از یوگسلاوی شدند. آلمان نازی هم در ۱۹۴۵ به دو بخش شرقی و غربی تقسیم گردید و پومرانی و سیلزی بخشی از لهستان شدند.

### پسافروپاشی
دایت ملی ژاپن در سال ۱۹۴۶ اقدام به تصویب قانون اساسی جدیدی کرد. این قانون اساسی که پیش‌نویس آن را آمریکایی‌ها نوشته بودند به مک‌آرتور و قوای متفقین اجازهٔ دسترسی و کنترل نیروهای نظامی ژاپن را می‌داد. بخش زیادی از این پروژهٔ سیاسی از منشور حقوق ایالات متحده آمریکا، نیودیل و قوانین اساسی لیبرال بسیاری از کشورهای اروپایی و حتی جماهیر متحد شوروی الهام گرفته بود.
دوران ترمیم پس از فروپاشی معمولاً همراه با تلاش‌های رسمی و غیررسمی برای رسیدن به عدالت است. برای مثال دادگاه نورنبرگ یا کمیسیون حقیقت‌یابی و مصالحه (آفریقای جنوبی) نمونه‌هایی از این مرحله هستند. اسلوبودان میلوشویچ و صدام حسین نیز در دادگاه محاکمه شدند اما بنیتو موسولینی و معمر قذافی را مردم کشتند.
فروپاشی امپراتوری عثمانی در ۱۹۱۸ نتایج طولانی مدتی در پی داشت به طوری که «بسیاری از مشکلات امروز خاور میانه از آن نشأت گرفته‌است.» از آن زمان تا کنون بریتانیایی‌ها، فرانسوی‌ها، صهیونیست‌ها، آمریکایی‌ها، اعراب ملی‌گرا، سعودی‌ها و ایرانی‌ها بر سر هژمونی در این منطقه منازعه داشته‌اند.
سباستین هفنر گفته‌است که بسیاری از ترکیبات و اوضاع دنیای پساجنگ اول جهانی نظیر تشکیل دولت اسرائیل، پایان امپراتوری‌های اروپایی، تقسیم آلمان و استیلای مشترک آمریکا و شوروی، چه از آن خوشمان یا بدمان آید، به خاطر وجود هیتلر بوده‌است.

## حکومت‌های در معرض فروپاشی
پل اِسترز (عضو اندیشکدهٔ شورای روابط خارجی آمریکا) و هلیا ایغانی بر این باورند که در صورت به چالش کشیده شدن صعود محمد بن سلمان به قدرت پس از مرگ سلمان پادشاه عربستان، احتمال وقوع آشوب یا جنگ داخلی وجود دارد. ورود پناهجویان سوری به لبنان و اردن نیز می‌تواند منجر به فروپاشی حکومت در این کشورها شود.
سرهنگ قذافی رهبر لیبی در سال ۲۰۰۳ پذیرفت تا برنامهٔ جنگ‌افزارهای هسته‌ای و شیمیایی را کنار بگذارد. در ۲۰۱۱ از حکومت پایین کشیده و کشته شد. مجله فوربز می‌نویسد که کرهٔ شمالی هم به همین دلیل می‌کوشد تا امنیت خود را از طریق استمرار برنامهٔ جنگ‌افزارهای هسته‌ای تضمین کند و خود را آسیب‌ناپذیر سازد. در ونزوئلا نیز تظاهرات و شورش علیه حکومت نیکلاس مادورو از سال ۲۰۱۴ مستمراً افزایش یافته و در عین حال اوضاع زیربناهای اقتصادی و اجتماعی این کشور بدتر شده‌است.
نایجل لاوسون (روزنامه‌نگار و سیاستمدار محافظه‌کار انگلیسی) پیش‌بینی کرده که اتحادیه اروپا به یک فراکشور فدرال تبدیل خواهد شد. در عین حال بسیاری نظیر آندریا دودا رئیس‌جمهور لهستان، استفان پولارد روزنامه‌نگار، تورستن پولیت اقتصاددان آلمانی و همچنین بنابر برنامهٔ محرمانهٔ نجات که توسط دولت آلمان تهیه شده بود و بعدها لو رفت، احتمال سقوط این اتحادیه وجود دارد.
دانیل آبراهام (سرمایه‌گذار و نیکوکار آمریکایی) پیش‌بینی کرده که اگر مسئلهٔ فلسطین حل نشود، اسرائیل به دلیل رشد جمعیت فلسطینی‌ها نسبت به یهودیان فرو خواهد پاشید. اقبال جسات (روزنامه‌نگار) وضع اسرائیل را شبیه به رژیم آپارتاید در آفریقای جنوبی دانسته‌است. شبه‌نظامیان در پاکستان متهم به نفوذ به سامانه‌های نظامی و جنگ‌افزارهای هسته‌ای هستند. این نگرانی وجود دارد که یک جنگ هسته‌ای با هند روی دهد یا آشوبی ایجاد شود که در آن افراطی‌ها، سلاح‌های کشتار جمعی را به چنگ آورند.
گوردون جی چنگ (حقوق‌دان و ستون‌نویس آمریکایی) در در کتاب فروپاشی قریب‌الوقوع چین چندین پیش‌بینی برای سقوط چین کرده که هیچ‌کدام محقق نشدند. بروس جیلی (استاد علوم سیاسی دانشگاه ایالتی پورتلند) بر این باور است که چین در حال تجربهٔ یک فرایند بزرگ و آرام است. دیوید شَمبو (استاد علوم سیاسی و روابط بین‌الملل دانشگاه جرج واشینگتن) بر این باور است که چین باید به سمت لیبرال شدن برود تا بتواند به کشوری توسعه‌یافته نظیر تایوان و کره جنوبی مبدل شد. اما اگر به همین شکل استبدادی عمل نماید باید انتظار رکود اقتصادی را داشته باشد. «ما نمی‌توانیم پیش‌بینی کنیم که چین چه زمانی فرو می‌پاشد اما در عین حال نمی‌شود اذعان نکرد که این حکومت در مراحل نهایی این فرایند قرار دارد.»
مارک کاتز (استاد علوم سیاسی دانشگاه جرج میسون) معتقد است که موج انقلابی بنیادگرایی اسلامی که توسط ایران رهبری می‌شود امکان فروپاشی دارد اما «ابتدا باید به شدت گسترش پیدا کند» و سپس «بحران اعتماد» را تجربه کند.
جف مولگان (استاد اطلاعات اشتراکی، سیاستگذاری عمومی و خلاقیت اجتماعی در کالج دانشگاهی لندن) خواستار «ساختارهای جدید حکومتداری فراتر از دولت-ملت‌ها شده… این کار برای بقای نوع بشر حیاتی است.»

## در فرهنگ عامه
فیلم‌ها و کتاب‌های نیمه‌داستانی زیادی وجود دارد که تأثیرات شدید فروپاشی حکومت‌ها بر زندگی افراد بی‌گناه و ساده‌دل را تجسم کرده‌اند. فیلم آخرین امپراتور اثر برناردو برتولوچی، فروپاشی امپراتوری چین و مانچوکوئو و همچنین محاکمهٔ پسافروپاشی و بازپروری پویی را به تصویر کشیده‌است. برونو گانتس در فیلم سقوط نقش هیتلر را بازی کرد. این فیلم آخرین روزهای آلمان نازی را روایت می‌کند. خاطرات زندانیان اردوگاه آشوویتس در رمان‌هایی نظیر «آیا این یک انسان است» اثر پریمو لوی و رمان‌های گرافیکی همچون موش ۱ و ۲ مجسم شده‌اند. کرت وانه‌گت شاهد بمباران درسدن بوده و تجربهٔ خود را در رمان سلاخ‌خانه شماره پنج منعکس کرده‌است.
کتاب نیکلاس و الکساندرا اثر رابرت مسی شرحی بر زندگی آخرین تزار روسیه است که به فیلم هم تبدیل شده. دکتر ژیواگو و دن آرام، زندگی افرادی را روایت می‌کند که در فروپاشی امپراتوری روسیه گرفتار شده‌اند. خانه‌ای در کنار مسجد و پرسپولیس نیز رمان‌هایی هستند که وضعیت پسافروپاشی شاهنشاهی ایران را به تصویر کشیده‌اند.
سلسله‌رمان‌های بازمانده اثر تیم لاهای و جری جنکینز نقش ادعایی اسرائیل در آخرالزمان را نشان می‌دهند. در رمان جاسوسی تابوتی برای دیمیتریوس (۱۹۳۹) اریک امبلر می‌نویسد: «در تمدن رو به موت، حیثیت سیاسی نصیب فردی نمی‌شود که بهترین تشخیص هوشمندانه را دارد بلکه به فردی می‌رسد که بهترین طرز برخورد را دارد.»